# マレク・イェドラシェウスキー
マレク・イェドラシェウスキー（ポーランド語: Marek Jędraszewski, 1949年7月24日 - ）は、2016年12月8日からクラクフ大司教を務めているポーランドの ローマ・カトリック教会高位聖職者。2012年から2017年までウッチの大司教を務めた。また、2014年以来ポーランド司教会議副会長を務めている。
彼は信仰の擁護者、特に結婚の擁護者として知られているが、カリスマ性があり、伝道者としても信者と交流している。また、エキュメニカルな努力と対話にオープンであることでも知られている。クラクフ大司教区への彼の選択は、いくつかの地域で驚異であると考えられた。

## 経歴
ポズナンで生まれ、1967年に高校の卒業証書を取得し、1973年まで司祭の勉強を続けた。1973年半ばに、アントニ・バラニアック司教から司祭への叙階を受けた。その後、教皇庁立グレゴリアン大学で哲学を学び、博士号を取得。1974年にはポズナンで神学の学士号を取得し、1973年から1975年までオダルノウの聖マルチノ小教区で助任司祭を務めた。1977年に哲学の学士号を取得した。1979年12月20日、彼は博士論文で教皇ヨハネ・パウロ2世を擁護し、金メダルを授与された。
1980年から1996年まで、彼はポズナンで助教授として、1980年から1987年まで神学校校長を務めた。1987年から1996年まで、彼はカトリックガイド誌編集者（1990年から主任編集者）を務め、1996年にはクラクフでジャン＝ポール・サルトルとエマニュエル・レビナスについてハビリテーションの学位を取得した。1996年、イェドラシェフスキーはポズナンで准教授になり、ラテラノ大学の客員教授にもなった。
教皇ヨハネ・パウロ2世は、1997年5月17日に彼をポズナンの補佐司教に任命し、1997年6月29日にユリウシュ・ペッツ大司教から司教叙階を受けた。教皇ベネディクト16世は、2012年7月11日に彼をウッチの大司教に任命し、9月8日に着座した。教皇フランシスコはスタニスワフ・ジビッシュ枢機卿の後任として彼をクラクフ大司教に任命し、2017年1月28日に着任した。
2014年2月1日、司教たちと共にアドリミナ訪問に出席した。教皇フランシスコは2013年11月30日に教育省の一員に任命した。
2013年、「大聖堂の対話」と呼ばれるイニシアチブを立ち上げ、非常に人気があった。人々は大司教に信仰面について聞く電子メールを送り、月に一度大聖堂で開かれた集会で回答した。

## 思想
保守的な高位聖職者と見なされている。

### 体外受精
ポーランド政府が体外受精への助成を開始したとき、体外受精はすべての人々の尊厳に対する攻撃であり、不妊症のカップルは創造の力を超えるものではなく養子縁組に訴えるべきだと主張した。

### 中絶
あらゆる状況で中絶に反対し、「受胎から自然死までの人間の生命の法的保護」を提唱している。

### トランスジェンダーとLGBT
トランスジェンダーへの権利の強い反対者であり、「私たちの文明の自己破壊への一直線」と呼んでいる。パビャニツェの思春期の教育では、自分の性別を受け入れることの重要性について話していた。「近年流行になっている」と彼が嘆いた「人間不信の平等主義」に反対するよう人々に呼びかけ、「ジェンダー・イデオロギー」を「私たちの文明の死に直接つながる非常に危険なイデオロギー」と呼んだ。2019年8月1日の説教で、「LGBTイデオロギー」を「虹の疫病」と呼び、それを共産主義の「赤い疫病」に例えた。

### ハロウィーン
2013年、信者に「遊び心のある形でさえ」ハロウィーンに参加しないように促した。「反キリスト教の祭り」と呼んで、キリスト教のメッセージの反対の「恐怖のイメージから」子供たちを保護するように両親と教師の両方に促した。彼はこれに触れた司牧書簡を出し、人々にハロウィーンを紹介することは「教会の教えへの違反である」と言い、諸聖人の日と死者の日を守るように促した。

## 教皇ヨハネ・パウロ2世との友情
イェドラシェウスキー は教皇ヨハネ・パウロ2世の親友であった。二人は、1975年に イェドラシェウスキー がローマのポーランド大学に居住し、グレゴリアン大学で勉強していたときに友人となった。当時枢機卿だったカロル・ウォイティワは、ローマにいるときにポーランドの大学に住み、その学生と彼らの学習に強い関心を示した。ヴォイティワは哲学も好んだので、イェドラシェウスキー の学習は興味深いものであった。1978年にヴォイティワが教皇になったとき、2人はしばしばさまざまな話題について話し合い、個人的なやり取りを続けた。イェドラシェフスキーが司教になったときにやり取りは増加した。